# Al Di Meola
Al Di Meola (født Al Laurence Dimeola 22 juli 1954 i Jersey City, New Jersey) er en italiensk-amerikansk guitarist. Han er kendt for sine værker i jazz fusion og verdensmusik, og han begyndte sin karriere i gruppen Return to Forever i 1974. Mellem 1970'erne og 1980'erne skaffede albums som Elegant Gypsy og Friday Night in San Francisco ham både succes blandt kritikere og publikum.

## Diskografi
- 1976 Land of the Midnight Sun (Columbia)
- 1977 Elegant Gypsy (Columbia)
- 1978 Casino (Columbia)
- 1980 Splendido Hotel (Columbia)
- 1981 Friday Night in San Francisco med John McLaughlin, Paco de Lucia (Columbia)
- 1982 Tour De Force – Live (Columbia)
- 1982 Electric Rendezvous (Columbia)
- 1983 Passion, Grace & Fire med John McLaughlin, Paco de Lucia (Columbia)
- 1983 Scenario (Columbia)
- 1985 Cielo e Terra (Manhattan)
- 1985 Soaring Through a Dream med Al Di Meola Project (Manhattan)
- 1987 Tirami Su med Al Di Meola Project (Manhattan)
- 1991 Kiss My Axe med Al Di Meola Project (Tomato)
- 1991 World Sinfonia (Tomato)
- 1993 Heart of the Immigrants (Mesa)
- 1994 Orange and Blue (Bluemoon)
- 1995 The Rite of Strings med Stanley Clarke, Jean Luc Ponty
- 1996 The Guitar Trio med John McLaughlin, Paco de Lucia (Verve)
- 1996 Di Meola Plays Piazzolla (Bluemoon)
- 1998 The Infinite Desire (Telarc)
- 1999 Winter Nights (Telarc)
- 2000 World Sinfonía III – The Grande Passion (Telarc)
- 2002 Flesh on Flesh (Telarc)
- 2005 Cosmopolitan Life med Leonid Agutin (Ole)
- 2006 Vocal Rendezvous (SPV)
- 2006 Consequence of Chaos (Telarc)
- 2007 Diabolic Inventions and Seduction for Solo Guitar (In-Akustik)
- 2007 Live in London
- 2008 World Sinfonia – La Melodia
- 2008 He and Carmen med Eszter Horgas
- 2010 One Night in Montreal (Jazz Hour)
- 2011 Pursuit of Radical Rhapsody (Telarc)
- 2013 All Your Life: A Tribute to the Beatles Recorded at Abbey Road Studios, London
- 2015 Elysium (In-Akustik)
- 2017 Morocco Fantasia (In-Akustik)
- 2018 Elegant Gypsy & More Live (Ear Music)
- 2018 Opus (Ear Music)
- 2020 Across the Universe  (Ear Music)
- 2022 Saturday Night in San Francisco

### MedReturn to Forever
- 1974 : Where Have I Known You Before (Polydor)
- 1975 : No Mystery (Polydor)
- 1976 : Romantic Warrior (Columbia)
- 2008 : Returns (Eagle Records)